# Zwischenausschuss
Der Zwischenausschuss ist in Bayern ein politisches Gremium, das vom Landtag für die Zeit nach der letzten Sitzung einer Wahlperiode sowie nach der Auflösung oder der Abberufung des Landtags bis zum Zusammentritt des neuen Landtags bestellt und nach Bedarf vom Landtagspräsidenten einberufen wird, um die Rechte der Volksvertretung gegenüber der Staatsregierung zu wahren und dringliche Staatsangelegenheiten behandeln zu können. Die Befugnisse und Pflichten des Zwischenausschusses werden durch Artikel 26 und 32 der Bayerischen Verfassung und durch die § 20 bis 22 der Geschäftsordnung des Bayerischen Landtags geregelt.
Dieser Ausschuss hat die Befugnisse des Landtags, kann aber weder Ministeranklage erheben noch Gesetze verabschieden oder Volksbegehren behandeln. Die Größe des Ausschusses bestimmt der Landtag, wobei die Sitze nach dem Stärkeverhältnis der im Landtag vertretenen Parteien an diese vergeben werden. Dabei muss jede Fraktion im Ausschuss vertreten sein; maßgeblich für die Verteilung ist das Sainte-Laguë/Schepers-Verfahren. Die Mitglieder werden von den einzelnen Fraktionen vorgeschlagen, außerdem wird für jedes Ausschussmitglied ein Stellvertreter bestellt.
Der Landtagspräsident und die Vizepräsidenten können nicht in den Zwischenausschuss berufen werden, da der Landtagspräsident nach Artikel 44 der Bayerischen Verfassung nach Rücktritt des Ministerpräsidenten die Vertretung des Freistaates nach außen hin von diesem übernimmt.
Der Zwischenausschuss wurde in der Geschichte des Bayerischen Landtages seit 1946 sieben Mal zu Sitzungen einberufen:
- am 21. Juni 1951 zur Konstituierung des Zwischenausschusses,
- am 11. Juli 1951 zur Erweiterung des Truppenübungsplatzes Hammelburg,
- am 17. November 1958 zur Einsetzung einer Kommission zur Prüfung von Staatsbürgschaften,
- am 30. Juli 1982 aufgrund einer Geheimdienstaffäre des Leiters des Bayerischen Staatsschutzes Hans Langemann,
- am 10. Oktober 1990 infolge des Vorwurfs illegaler Waffenlieferungen in den Irak durch den Rüstungskonzern Messerschmitt-Bölkow-Blohm[1],
- am 16. Oktober 2008 im Rahmen der internationalen Finanzkrise[2],
- am 7. September 2023 im Rahmen der Flugblattaffäre um den Vizeministerpräsidenten und bayerischen Wirtschaftsministers Hubert Aiwanger[3]

Im Bundesland Rheinland-Pfalz heißt das entsprechende Gremium „Ständiger Ausschuss“.